# Xã Long Creek, Quận Boone, Arkansas
Xã Long Creek (tiếng Anh: Long Creek Township) là một xã thuộc quận Boone, tiểu bang Arkansas, Hoa Kỳ. Năm 2010, dân số của xã này là 902 người.